# Diego Velázquez (acteur)
Diego Velázquez (5 december 2001) is een Amerikaans acteur. Zijn grootste rol was de hoofdrol als Billy Thunderman in de Nickelodeonserie The Thundermans. 

## Carrière
Diego's carrière startte met een kleine rol als naamloos karakter in de film The City of Your Final Destination uit 2009. Verder speelde hij in de film Extraordinary measures voordat hij de hoofdrol als Billy Thunderman kreeg in de serie The Thundermans van Nickelodeon. Ook speelde hij in de serie Leverage, als de vriend van het hoofdpersonage.

## Filmografie
Onderstaande filmografie is exclusief korte films en video's en exclusief kleine rollen die de acteur speelde waarbij het karakter geen naam had.
- Gemeinsame Normdatei: 1192705750
- Virtual International Authority File: 362156619138228780009